# 33 Baza Lotnictwa Transportowego
33 Powidzka Baza Lotnictwa Transportowego im. płk. pil. Wiktora Pniewskiego (33 BLTr)  Jednostka Wojskowa 3293 –  jednostka lotnicza szczebla taktycznego Sił Powietrznych.
Wojskowa baza lotnicza w Powidz-Osiedle w powiecie słupeckim (w odległości 35 km na południowy wschód od Gniezna oraz 35 km na północny zachód od Konina). Baza funkcjonuje w strukturach Sił Powietrznych i wchodzi w skład 3 Skrzydła Lotnictwa Transportowego z dowództwem w Powidzu.

## Historia
W wyniku restrukturyzacji Sił Powietrznych baza została sformowana 1 lipca 2010 roku w oparciu o likwidowaną 33 Bazę Lotniczą, wchłaniając jednocześnie w swoją nową strukturę 14 eskadrę lotniczą. Baza jest ulokowana na lotnisku w Powidzu (kod EPPW).
Do zadań realizowanych przez bazę należy zaliczyć: zabezpieczenie logistycznego szkolenia lotniczego oraz działań jednostek wojskowych Sił Powietrznych i Wojsk Lądowych, bieżącej działalności 14 eskadry lotnictwa transportowego, utrzymanie stałej gotowości do realizacji stawianych przed nim zadań poprzez przyjmowanie statków powietrznych innych jednostek, a także jako miejsce stacjonowania polskich samolotów C-130 Hercules. Dla potrzeb tych samolotów w bazie wybudowano specjalny hangar.
Od 1 marca 2011 33 Baza posiada odznakę pamiątkową wprowadzoną Decyzją Nr 43/MON Ministra Obrony Narodowej. 15 października 2011 jednostka dostała własny sztandar.
W skład 33 BLTr wchodzi Powietrzna Jednostka Operacji Specjalnych, pododdział prowadzący śmigłowcowy transport i wsparcie ogniowe Mi-17 oraz S70i Black Hawk dla Wojsk Specjalnych.

Insygnia
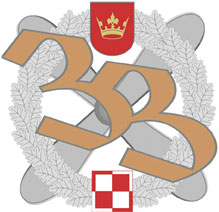
Odznaka pamiątkowa
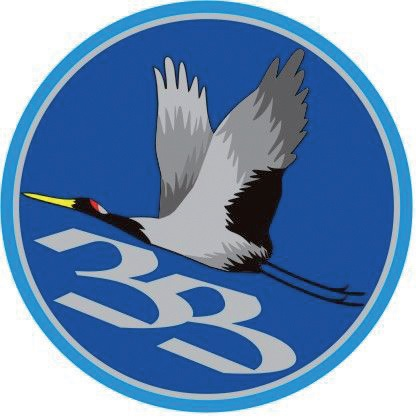
Oznaka rozpoznawcza

## Tradycje
Decyzją nr 65/MON Ministra Obrony Narodowej z dnia 25 kwietnia 2019, baza przejęła i z honorem kultywuje tradycje:
- 21 Bazy Lotniczej (2000-2002),
- 7 eskadry lotnictwa taktycznego (2000-2010),
- 33 Bazy Lotniczej (2002-2010),
- 14 eskadry lotnictwa transportowego (2007-2010).

Baza przyjęła wyróżniającą nazwę „Powidzka”, a także otrzymała imię pułkownika pilota Wiktora Pniewskiego. Doroczne święto bazy ustanowiono na dzień 18 maja.
W dniu 17 maja 2019 roku, podczas uroczystej zbiórki I Zastępca Szefa Sztabu Generalnego Wojska Polskiego, generał broni Michał Sikora w imieniu Prezydenta Rzeczypospolitej Polskiej wręczył Dowódcy 33 BLTr sztandar).

## Dowódcy[9]
- płk dypl. pil. Maciej Trelka (od sformowania - 9.10.2011)
- płk dypl. pil. Mirosław Łusiarczyk (10.10.2011 - 25.05.2014)
- płk pil. mgr inż. Mieczysław Gaudyn (26.05.2014 - 30.03.2017)
- cz.p.o. płk Dariusz Płóciennik (31.03.2017 - 03.09.2017)
- płk pil. Grzegorz Kołodziejczyk (04.09.2017 - 30.06.2019)
- płk dr inż. pil. Krzysztof Szymaniec (01.07.2019 - 05.05.2022)[10]
- cz. p. o. płk mgr inż. Marcin Balcerzak (06.05.2022[11] - 30.06.2022)
- płk pil. Arkadiusz Golonka (od 01.07.2022[12])

## Struktura
- Dowództwo 33 BLTr
- Sztab
- Grupa Działań Lotniczych
  - 14 eskadra lotnictwa transportowego
  - 7 eskadra działań specjalnych
- Grupa Obsługi Technicznej
- Grupa Wsparcia
- Batalion Ochrony